# Kristian II i fängelset på Sønderborgs slott
Kristian II i fängelset på Sønderborgs slott (danska: Christian II i fængslet på Sønderborg Slot) är en oljemålning av den danske konstnären Carl Bloch. Den målades 1871 och ingår sedan samma år i samlingarna på  Statens Museum for Kunst i Köpenhamn.
Nederlaget mot Preussen i dansk-tyska kriget och landförlusten av Schleswig 1864 skärpte det nationella självmedvetandet i Danmark och gav upphov till ett uppsving för historiemåleriet. Motivvalet var i allmänhet välkända situationer från medeltid och renässans såsom denna bild av den avsatta Kristian II, som satt fängslad på 1530-talet i Blåtårn i Sønderborgs slott med sällskap av endast en gammal soldat. 